# Iba (Bebra)
Iba ist ein Stadtteil von Bebra im osthessischen Landkreis Hersfeld-Rotenburg.

## Geographie
Iba liegt östlich der Kernstadt Bebra im Tal der Iba, einem Nebenfluss der Ulfe im südlichen Teil des Richelsdorfer Gebirges. Vom Kernort wird Iba durch den Rücken des Mühlberges getrennt. Durch den Ort führt die Landesstraße 3250.

## Geschichte

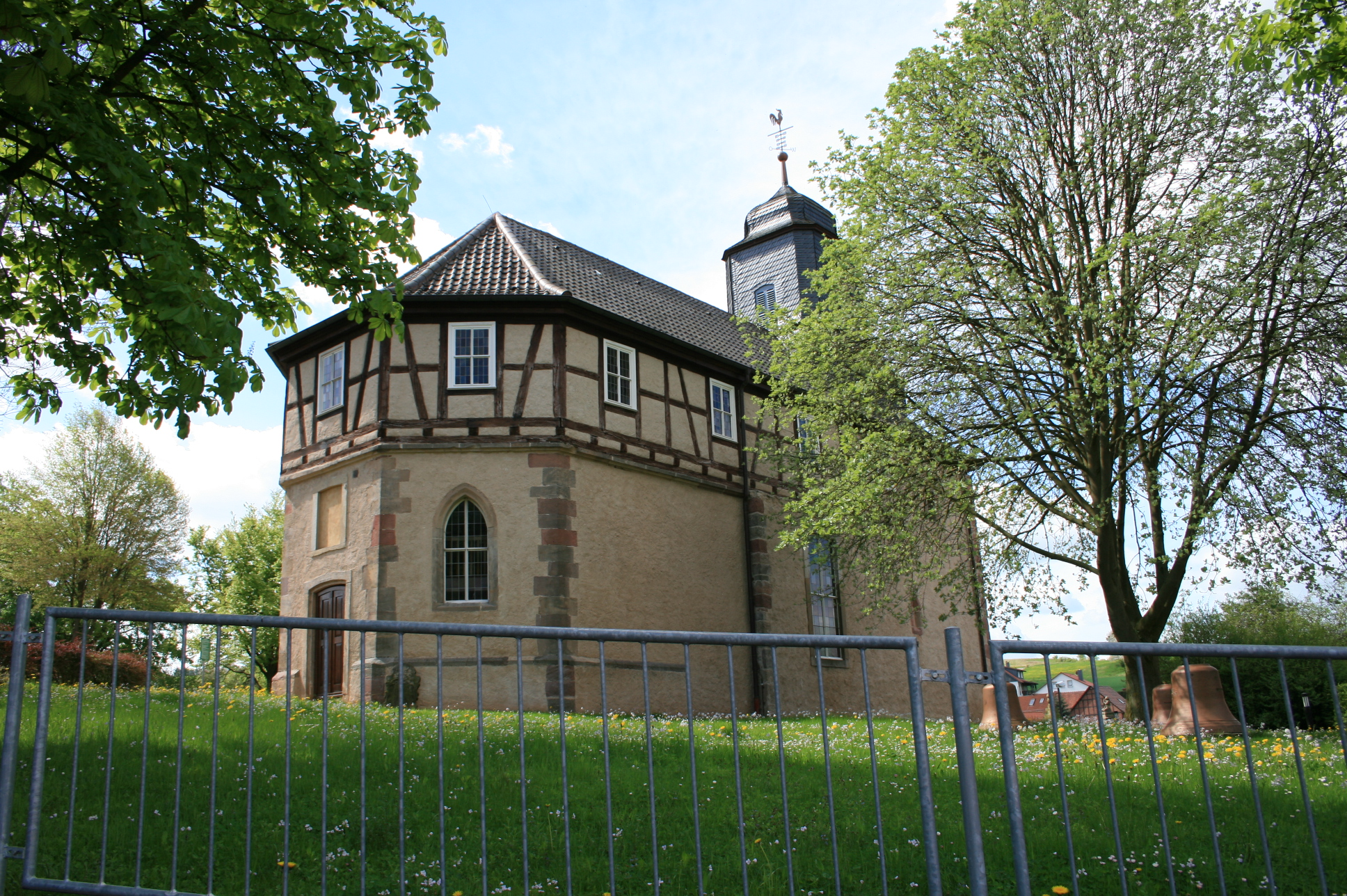
Evangelische Kirche in Iba

### Ortsgeschichte
Archäologische Funde belegen, dass das Dorf schon in der Bronzezeit besiedelt wurde. Die älteste bekannte schriftliche Erwähnung von Iba erfolgte im Jahr 1139.
Die evangelische Kirche, eine ehemals dem hl. Jakobus geweihte Wallfahrtskirche, urkundlich im Jahr 1239 erstmals erwähnt, besteht in den unteren Teilen von Schiff und Turm aus dem 13. Jahrhundert. Zeugnisse der mittelalterlichen Kirche sind auch zwei Glasmalerei-Scheiben mit der hl. Barbara und dem hl. Nikolaus. In den Jahren von 1607 bis 1609 wurde u. a. eine Westempore eingebaut, von 1699 bis 1700 wurde das Schiff in Fachwerk erhöht, von 1780 bis 1785 fanden unter dem Landbaumeister Philipp Noll umfassende Umbauten statt, bei denen u. a. größere Fenster in das Schiff eingebrochen wurden. Renovierungen fanden zwischen 1971 und 1973 und 2001/02 statt. Die Orgel von 1715 stammt von Johann Eberhard Dauphin (um 1670–1731).
Vom Mittelalter bis etwa 1920 gab es in Iba eine kleine jüdische Gemeinde, die eine Synagoge, eine jüdische Schule, ein rituelles Bad und einen Friedhof im Ort hatte. Der Friedhof ist noch als Teil des Kirchfriedhofes erhalten. Die Synagoge wird als Wohnhaus genutzt und steht in unmittelbarer Nähe zur Kirche.
Hessische Gebietsreform (1970–1977)
Im Zuge der Gebietsreform in Hessen wurde die bis dahin selbständige Gemeinde Iba zum 31. Dezember 1971 zusammen mit weiteren Gemeinden auf freiwilliger Basis in die Stadt Bebra eingegliedert. Für Iba und die weiteren eingegliederten Gemeinden vom Bebra wurde je ein Ortsbezirk gebildet.

### Verwaltungsgeschichte im Überblick
Die folgende Liste zeigt die Staaten und Verwaltungseinheiten, denen Iba angehört(e):
- vor 1567: Heiliges Römisches Reich, Landgrafschaft Hessen, Amt Rotenburg
- ab 1567: Heiliges Römisches Reich, Landgrafschaft Hessen-Kassel, Amt Rotenburg
  - 1627–1834: Landgrafschaft Hessen-Rotenburg (sogenannte Rotenburger Quart), teilsouveränes Fürstentum unter reichsrechtlicher Oberhoheit der Landgrafschaft Hessen-Kassel bzw. des Kurfürstentums Hessen
- ab 1806: Landgrafschaft Hessen-Kassel, Amt Rotenburg
- 1807–1813: Königreich Westphalen, Departement der Werra, Distrikt Hersfeld, Kanton Nentershausen
- ab 1815: Kurfürstentum Hessen, Amt Rotenburg[9]
- ab 1821: Kurfürstentum Hessen, Provinz Niederhessen, Kreis Rotenburg[10][Anm. 2]
- ab 1848: Kurfürstentum Hessen, Bezirk Hersfeld
- ab 1851: Kurfürstentum Hessen, Provinz Niederhessen, Kreis Rotenburg
- ab 1867: Königreich Preußen, Provinz Hessen-Nassau, Regierungsbezirk Kassel, Kreis Rotenburg
- ab 1871: Deutsches Reich, Königreich Preußen, Provinz Hessen-Nassau, Regierungsbezirk Kassel, Kreis Rotenburg
- ab 1918: Deutsches Reich, Freistaat Preußen, Provinz Hessen-Nassau, Regierungsbezirk Kassel, Kreis Rotenburg
- ab 1944: Deutsches Reich, Freistaat Preußen, Provinz Kurhessen, Landkreis Rotenburg
- ab 1945: Amerikanische Besatzungszone, Groß-Hessen, Regierungsbezirk Kassel, Landkreis Rotenburg
- ab 1946: Amerikanische Besatzungszone, Hessen, Regierungsbezirk Kassel, Landkreis Rotenburg
- ab 1949: Bundesrepublik Deutschland, Hessen, Regierungsbezirk Kassel, Landkreis Rotenburg
- ab 1972: Bundesrepublik Deutschland, Hessen, Regierungsbezirk Kassel, Landkreis Hersfeld-Rotenburg, Stadt Bebra[Anm. 3]

## Bevölkerung
Einwohnerstruktur 2011
Nach den Erhebungen des Zensus 2011 lebten am Stichtag dem 9. Mai 2011 in Iba 495 Einwohner. Darunter waren 6 (1,2 %) Ausländer.
Nach dem Lebensalter waren 54 Einwohner unter 18 Jahren, 198 zwischen 18 und 49, 129 zwischen 50 und 64 und 111 Einwohner waren älter. Die Einwohner lebten in 207 Haushalten. Davon waren 51 Singlehaushalte, 66 Paare ohne Kinder und 69 Paare mit Kindern, sowie 18 Alleinerziehende und 6 Wohngemeinschaften. In 42 Haushalten lebten ausschließlich Senioren und in 132 Haushaltungen leben keine Senioren.
Einwohnerentwicklung
| Iba: Einwohnerzahlen von 1834 bis 2018 | Iba: Einwohnerzahlen von 1834 bis 2018 | Iba: Einwohnerzahlen von 1834 bis 2018 | Iba: Einwohnerzahlen von 1834 bis 2018 | Iba: Einwohnerzahlen von 1834 bis 2018 |
| --- | -------------------------------------- | -------------------------------------- | -------------------------------------- | -------------------------------------- |
| Jahr |                                        |                                        |                                        | Einwohner                              |
| 1834 | 1834                                   |                                        | 1.219                                  | 1.219                                  |
| 1840 | 1840                                   |                                        | 1.267                                  | 1.267                                  |
| 1846 | 1846                                   |                                        | 1.309                                  | 1.309                                  |
| 1852 | 1852                                   |                                        | 1.239                                  | 1.239                                  |
| 1858 | 1858                                   |                                        | 1.023                                  | 1.023                                  |
| 1864 | 1864                                   |                                        | 944                                    | 944                                    |
| 1871 | 1871                                   |                                        | 830                                    | 830                                    |
| 1875 | 1875                                   |                                        | 786                                    | 786                                    |
| 1885 | 1885                                   |                                        | 778                                    | 778                                    |
| 1895 | 1895                                   |                                        | 752                                    | 752                                    |
| 1905 | 1905                                   |                                        | 709                                    | 709                                    |
| 1910 | 1910                                   |                                        | 700                                    | 700                                    |
| 1925 | 1925                                   |                                        | 725                                    | 725                                    |
| 1939 | 1939                                   |                                        | 759                                    | 759                                    |
| 1946 | 1946                                   |                                        | 920                                    | 920                                    |
| 1950 | 1950                                   |                                        | 1.014                                  | 1.014                                  |
| 1956 | 1956                                   |                                        | 1.092                                  | 1.092                                  |
| 1961 | 1961                                   |                                        | 793                                    | 793                                    |
| 1967 | 1967                                   |                                        | 807                                    | 807                                    |
| 1970 | 1970                                   |                                        | 754                                    | 754                                    |
| 1980 | 1980                                   |                                        | ?                                      | ?                                      |
| 1990 | 1990                                   |                                        | ?                                      | ?                                      |
| 2000 | 2000                                   |                                        | ?                                      | ?                                      |
| 2011 | 2011                                   |                                        | 495                                    | 495                                    |
| 2018 | 2018                                   |                                        | 609                                    | 609                                    |
| Datenquelle: Historisches Gemeindeverzeichnis für Hessen: Die Bevölkerung der Gemeinden 1834 bis 1967. Wiesbaden: Hessisches Statistisches Landesamt, 1968. Weitere Quellen: LAGIS; Stadt Bebra; Zensus 2011 |                                        |                                        |                                        |                                        |

Historische Religionszugehörigkeit
| • 1885: | 776 evangelische (= 99,74 %), zwei jüdische (= 0,26 %) Einwohner  |
| • 1961: | 749 evangelische (= 94,45 %), 31 katholische (= 3,91 %) Einwohner |

## Politik
Für Iba besteht ein Ortsbezirk (Gebiete der ehemaligen Gemeinde Iba) mit Ortsbeirat und Ortsvorsteher nach der Hessischen Gemeindeordnung.
Der Ortsbeirat besteht aus sieben Mitgliedern. Bei den Kommunalwahlen in Hessen 2021 betrug die Wahlbeteiligung zum Ortsbeirat 65,76 %. Es wurden gewählt vier Mitglieder der CDU und drei Mitglieder der SPD. Der Ortsbeirat wählte Roland Soldan (CDU) zum Ortsvorsteher.